# Rolling Stone (España)
Rolling Stone España fue una revista sobre música, sociedad, estilo de vida y cultura, publicada entre 1999 y 2015.
Nació en noviembre de 1999 y siguió la línea de su cabecera madre, la revista estadounidense Rolling Stone. El primer director de la edición española fue Pedro Javaloyes, en el cargo hasta octubre de 2013. Su publicación era mensual y su último número fue el 187 en el mes de mayo/junio de 2015 con Kurt Cobain en portada.
Perteneció al Grupo Prisa, dirigido por Juan Luis Cebrián y fundado por Jesús de Polanco, editor de El País y el diario deportivo As, así como responsable de la Cadena SER y Canal+ (España), y fue una de las principales cabeceras de PRISA Revistas (Cinemanía, Gentleman (revista) y CAR (España)).
Su precio era de tres euros. Cerró en 2015.

## Historia
Rolling Stone España nació en noviembre de 1999, con un primer número que llevaba a Alejandro Sanz en su portada. Desde entonces, músicos, actores o deportistas han posado para su cubierta. Especialmente destacables son también sus listas: las 500 mejores canciones de la historia, los 500 mejores álbumes de la historia, los 100 mejores cantantes de todos los tiempos… En diciembre de 2010, Rolling Stone España celebró el 30 cumpleaños de la famoso foto de Annie Leibovitz a John Lennon desnudo abrazado a Yoko Ono, imagen tomada el mismo día en el que Mark David Chapman asesinó al beatle.

## Secciones
- REPORTAJES:
- EL CONSULTORIO DEL DR. ROCK: El músico argentino Andrés Calamaro responde cuestiones de todo tipo a lectores y colegas al inicio de la revista.
- ROCK & ROLL: Apertura de la revista, con noticias breves sobre el mundo de la música, entrevistas a todo tipo de personajes y secciones mensuales como Mi vida en discos, Máquina del tiempo, Gente Rolling, etc.
- ASUNTOS INTERNOS: Reportaje de investigación sobre temas relacionados con la política, la cultura y la sociedad española con un enfoque riguroso, herederos del espíritu con el que a lo largo de su existencia Rolling Stone ha cubierto los momentos trascendentales de su tiempo.
- EN PORTADA: El tema que ilustra cada número de Rolling Stone, con la combinación de textos inteligentes y fotos impactantes que ha sido marca de identidad de la cabecera. Se alternan temas propios con otros aparecidos en las páginas de la edición norteamericana de la revista.
- ESTILO RS: Producción de moda habitualmente relacionada con tendencias musicales o personajes icónicos de la cultura del rock.
- GUÍA: Reseñas de discos, películas, series, videojuegos... El disco del mes va acompañado por una ilustración propia de la banda reseñada.
- FIRMAS: Entre sus firmas habituales figuran Javier Menéndez Flores, Rubén Pozo (miembro del grupo Pereza), el periodista musical Iñigo López Palacios, el cocinero Sergi Arola y el escritor Benjamín Prado.

## Directores de la revista
- Pedro Javaloyes (hasta octubre de 2013)
- Beatriz G. Aranda (hasta julio de 2014)
- Iñaki de la Torre (hasta cierre)[2]